# Zied Jebali
Pour les articles homonymes, voir Jebali.
Zied Jebali, né le 28 juin 1990 à Tunis, est un footballeur tunisien. Il évolue au poste de gardien de but.
Il est le fils du footballeur international Amor Jebali.

## Biographie
Zied Jebali connaît sa première sélection avec l'équipe de Tunisie le 26 janvier 2016 en rentrant lors du match contre le Niger lors du championnat d'Afrique des nations 2016.

## Carrière
- août 2011-juillet 2015 : Avenir sportif de La Marsa (Tunisie)
- juillet 2015-août 2019 : Étoile sportive du Sahel (Tunisie)
  - septembre-décembre 2018 : Avenir sportif de Gabès (Tunisie), prêt

## Palmarès
- Championnat de Tunisie : 2016